# 축전 서곡
《축전 서곡 가장조 작품번호 96》는 드미트리 쇼스타코비치가 1947년에 10월 혁명 30주년을 기념하기 위해 쓴 작품이다. 1954년 11월 6일에 초연되었다.

## 개요
미하일 글린카의 오페라 《루슬란과 류드밀라》 서곡을 모범으로 삼있다.

## 악기 편성
- 목관악기: 피콜로, 플루트2, 오보에3, 클라리넷(가조)3, 바순2, 콘트라바순
- 금관악기: 호른(바)4, 트럼펫(내림 나)3, 트롬본3, 튜바
- 타악기: 팀파니, 트라이앵글, 심벌즈, 큰북, 작은북
- 현악 5부